# Malange (Jura)
Pour les articles homonymes, voir Malange.
Malange est une commune française située dans le département du Jura, dans la région culturelle et historique de Franche-Comté et la région administrative Bourgogne-Franche-Comté.
Ses habitants sont appelés les Malangeais et Malangeaises.

## Géographie

### Situation
Le village est situé à environ 15 km au nord-est de Dole.
| Brans Offlanges | Serre-les-Moulières | Sermange        |
| Vriange         | Malange             | Auxange         |
|                 | Romange             | Lavans-lès-Dole |

### Hydrographie

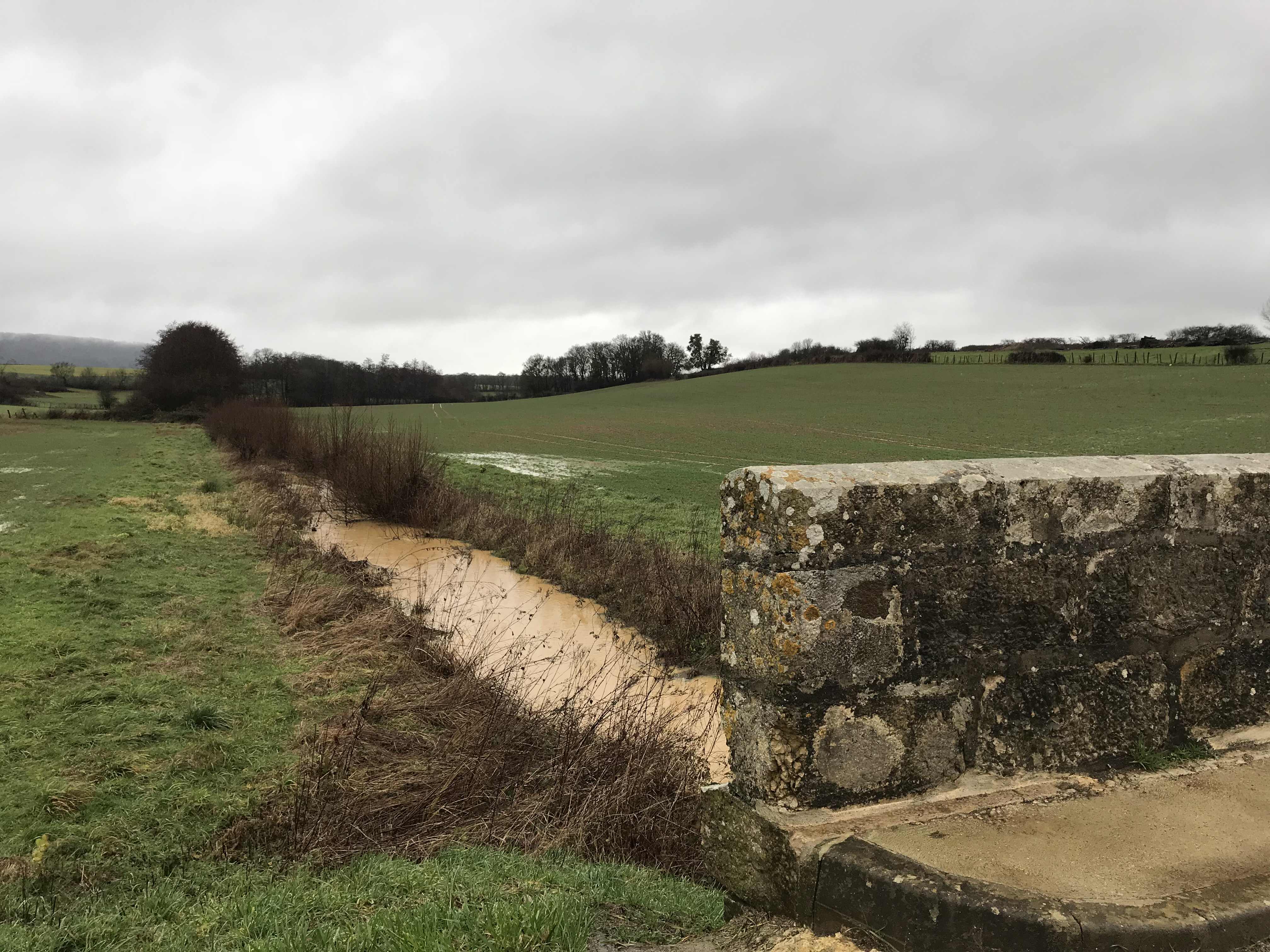
Ruisseau de l'Abergement, à Malange, en 2018.

- Ruisseau de l'Abergement, en limite sud de la commune, à proximité du hameau de L'Abergement-lès-Malange.

### Lieux-dits et écarts
- Abergement-lès-Malange.

### Climat
Pour des articles plus généraux, voir Climat de la Bourgogne-Franche-Comté et Climat du département du Jura.
En 2010, le climat de la commune est de type climat océanique dégradé des plaines du Centre et du Nord, selon une étude du Centre national de la recherche scientifique s'appuyant sur une série de données couvrant la période 1971-2000. En 2020, Météo-France publie une typologie des climats de la France métropolitaine dans laquelle la commune est exposée à un climat semi-continental et est dans la région climatique  Jura, caractérisée par une forte pluviométrie en toutes saisons (1 000 à 1 500 mm/an), des hivers rigoureux et un ensoleillement médiocre. 
Pour la période 1971-2000, la température annuelle moyenne est de 10,5 °C, avec une amplitude thermique annuelle de 18,1 °C. Le cumul annuel moyen de précipitations est de 1 021 mm, avec 12,4 jours de précipitations en janvier et 8,7 jours en juillet. Pour la période 1991-2020, la température moyenne annuelle observée sur la station météorologique de Météo-France la plus proche, « Dole », sur la commune de Dole à 13 km à vol d'oiseau, est de 11,6 °C et le cumul annuel moyen de précipitations est de 1 023,0 mm. 
La température maximale relevée sur cette station est de 40 °C, atteinte le 31 juillet 2020 ; la température minimale est de −24 °C, atteinte le 10 janvier 1985,,. 
Les paramètres climatiques de la commune ont été estimés pour le milieu du siècle (2041-2070) selon différents scénarios d'émission de gaz à effet de serre à partir des nouvelles projections climatiques de référence DRIAS-2020. Ils sont consultables sur un site dédié publié par Météo-France en novembre 2022.

## Urbanisme

### Typologie
Au 1er janvier 2024, Malange est catégorisée commune rurale à habitat dispersé, selon la nouvelle grille communale de densité à sept niveaux définie par l'Insee en 2022.
Elle est située hors unité urbaine. Par ailleurs la commune fait partie de l'aire d'attraction de Dole, dont elle est une commune de la couronne,. Cette aire, qui regroupe 87 communes, est catégorisée dans les aires de 50 000 à moins de 200 000 habitants,.

### Occupation des sols
L'occupation des sols de la commune, telle qu'elle ressort de la base de données européenne d’occupation biophysique des sols Corine Land Cover (CLC), est marquée par l'importance des territoires agricoles (71,8 % en 2018), une proportion sensiblement équivalente à celle de 1990 (71,6 %). La répartition détaillée en 2018 est la suivante : 
terres arables (52,8 %), forêts (25,2 %), prairies (18,9 %), zones urbanisées (3,1 %). L'évolution de l’occupation des sols de la commune et de ses infrastructures peut être observée sur les différentes représentations cartographiques du territoire : la carte de Cassini (XVIIIe siècle), la carte d'état-major (1820-1866) et les cartes ou photos aériennes de l'IGN pour la période actuelle (1950 à aujourd'hui).

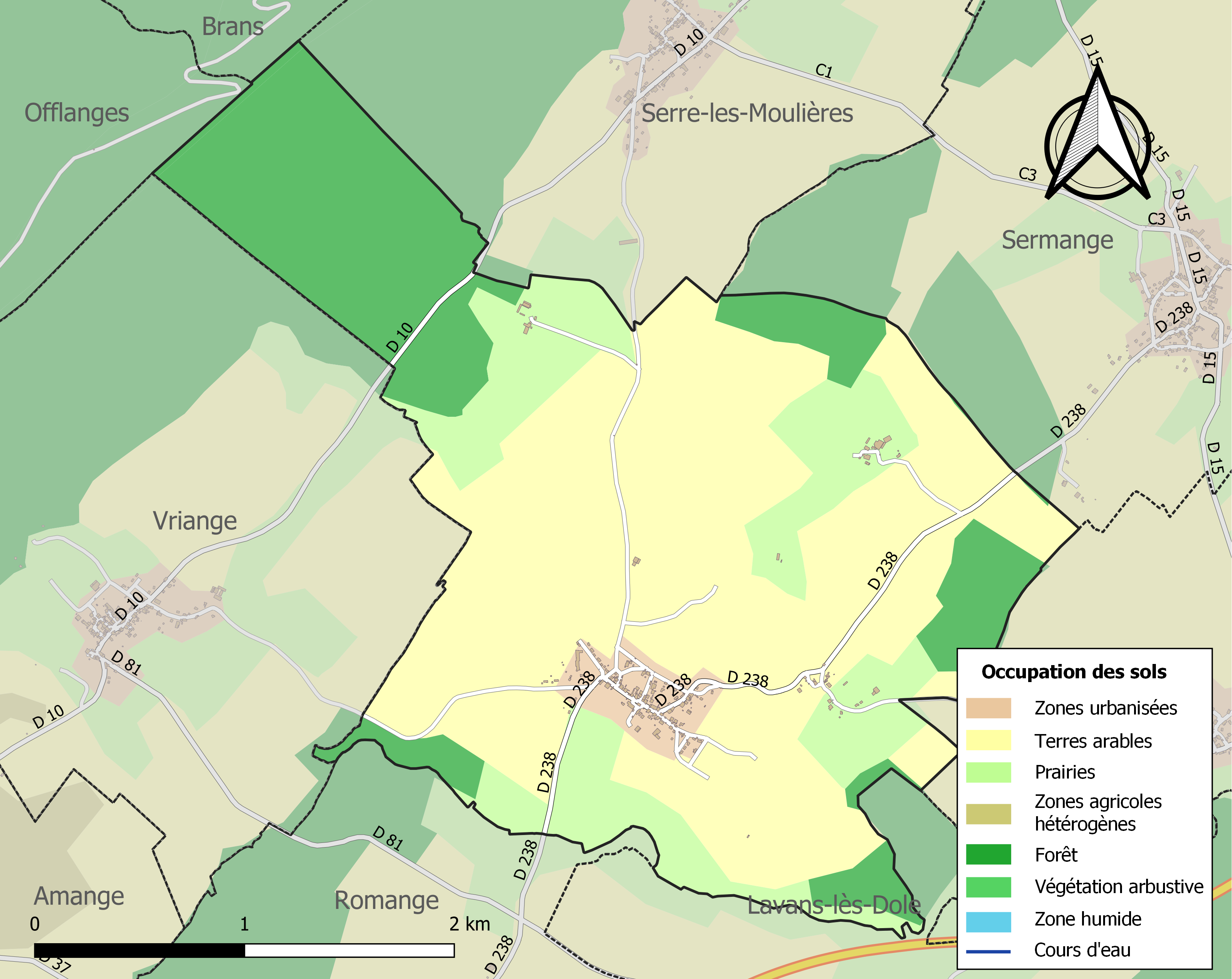
Carte des infrastructures et de l'occupation des sols de la commune en 2018 (CLC).

## Toponymie
- Malanges (1120), Maalenges (XIIe siècle), Malange (1793).

## Histoire
La commune et le Massif de la Serre ont connu une occupation préhistorique et protohistorique : c'est à Malange qu'ont été découvertes et explorées au début des années 2000 plusieurs « minières » (petites carrières) préhistoriques ou protohistoriques d'extraction de pierres de meules de type « va-et-vient » (avec des ébauches de meules et de molettes). C'est la première découverte de ce type faite en France. Faute de charbon de bois ou d'autres restes organiques, en raison de l'acidité naturelle du sol probablement, le site n'a pas pu être précisément daté au radiocarbone.
Malange absorbe en 1824 l'ancienne commune de L'Abergement-lès-Malange.

## Politique et administration

### Liste des maires
| Période                                  | Période  | Identité          | Étiquette | Qualité     |
| ---------------------------------------- | -------- | ----------------- | --------- | ----------- |
| 1935                                     | 1965     | Étienne Courderot | DVD       |             |
| Les données manquantes sont à compléter. |          |                   |           |             |
| 1983                                     | 2020     | Alain Courderot   | DVD       | Cultivateur |
| 2020                                     | En cours | Hervé Guibelin    |           |             |

## Population et société

### Démographie
L'évolution du nombre d'habitants est connue à travers les recensements de la population effectués dans la commune depuis 1793. Pour les communes de moins de 10 000 habitants, une enquête de recensement portant sur toute la population est réalisée tous les cinq ans, les populations de référence des années intermédiaires étant quant à elles estimées par interpolation ou extrapolation. Pour la commune, le premier recensement exhaustif entrant dans le cadre du nouveau dispositif a été réalisé en 2005.

En 2022, la commune comptait 319 habitants, en évolution de −1,24 % par rapport à 2016 (Jura : −0,81 %, France hors Mayotte : +2,11 %).
| 1793 | 1800 | 1806 | 1821 | 1831 | 1836 | 1841 | 1846 | 1851 |
| ---- | ---- | ---- | ---- | ---- | ---- | ---- | ---- | ---- |
| 190  | 226  | 230  | 236  | 332  | 330  | 311  | 284  | 271  |

| 1856 | 1861 | 1866 | 1872 | 1876 | 1881 | 1886 | 1891 | 1896 |
| ---- | ---- | ---- | ---- | ---- | ---- | ---- | ---- | ---- |
| 272  | 230  | 223  | 219  | 215  | 204  | 215  | 203  | 189  |

| 1901 | 1906 | 1911 | 1921 | 1926 | 1931 | 1936 | 1946 | 1954 |
| ---- | ---- | ---- | ---- | ---- | ---- | ---- | ---- | ---- |
| 167  | 163  | 152  | 142  | 136  | 149  | 151  | 139  | 152  |

| 1962 | 1968 | 1975 | 1982 | 1990 | 1999 | 2005 | 2006 | 2010 |
| ---- | ---- | ---- | ---- | ---- | ---- | ---- | ---- | ---- |
| 137  | 143  | 213  | 213  | 199  | 241  | 259  | 261  | 295  |

| 2015 | 2020 | 2022 | - | - | - | - | - | - |
| ---- | ---- | ---- | - | - | - | - | - | - |
| 321  | 317  | 319  | - | - | - | - | - | - |

## Économie
- Aire de production du Comté (fromage).
- L'EHPAD La Mais Ange est localisé à Malange.

## Culture locale et patrimoine

### Lieux et monuments

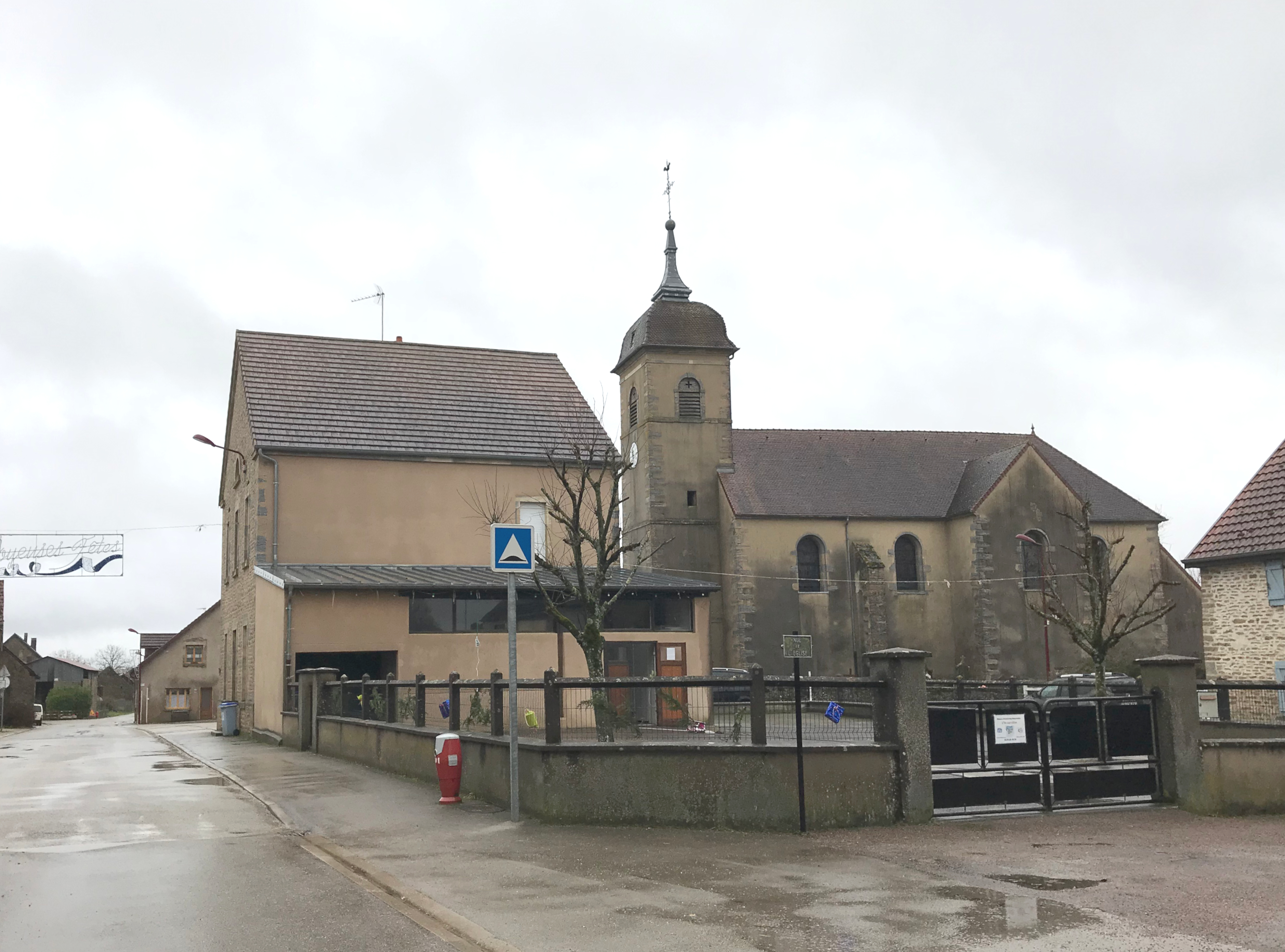
Vue de l'église Saint-Michel.

- Massif de la Serre dans la partie nord-ouest de la commune.

- L'église Saint-Michel, érigée en 1748.

- Statue de la Vierge Marie (1887).

- Chapelle Saint-Roch.

- Monument aux morts.

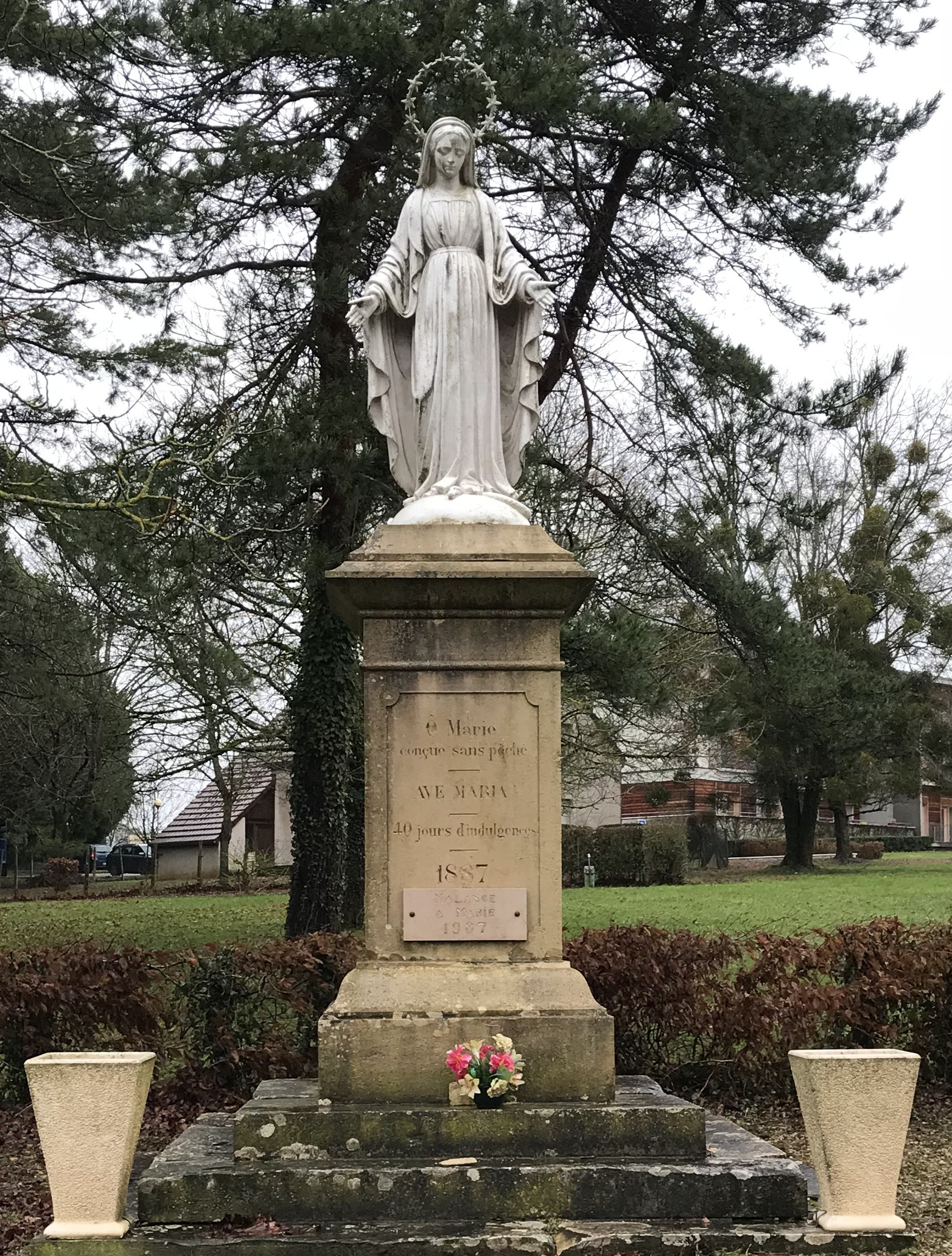
Statue de la Vierge Marie à Malange.
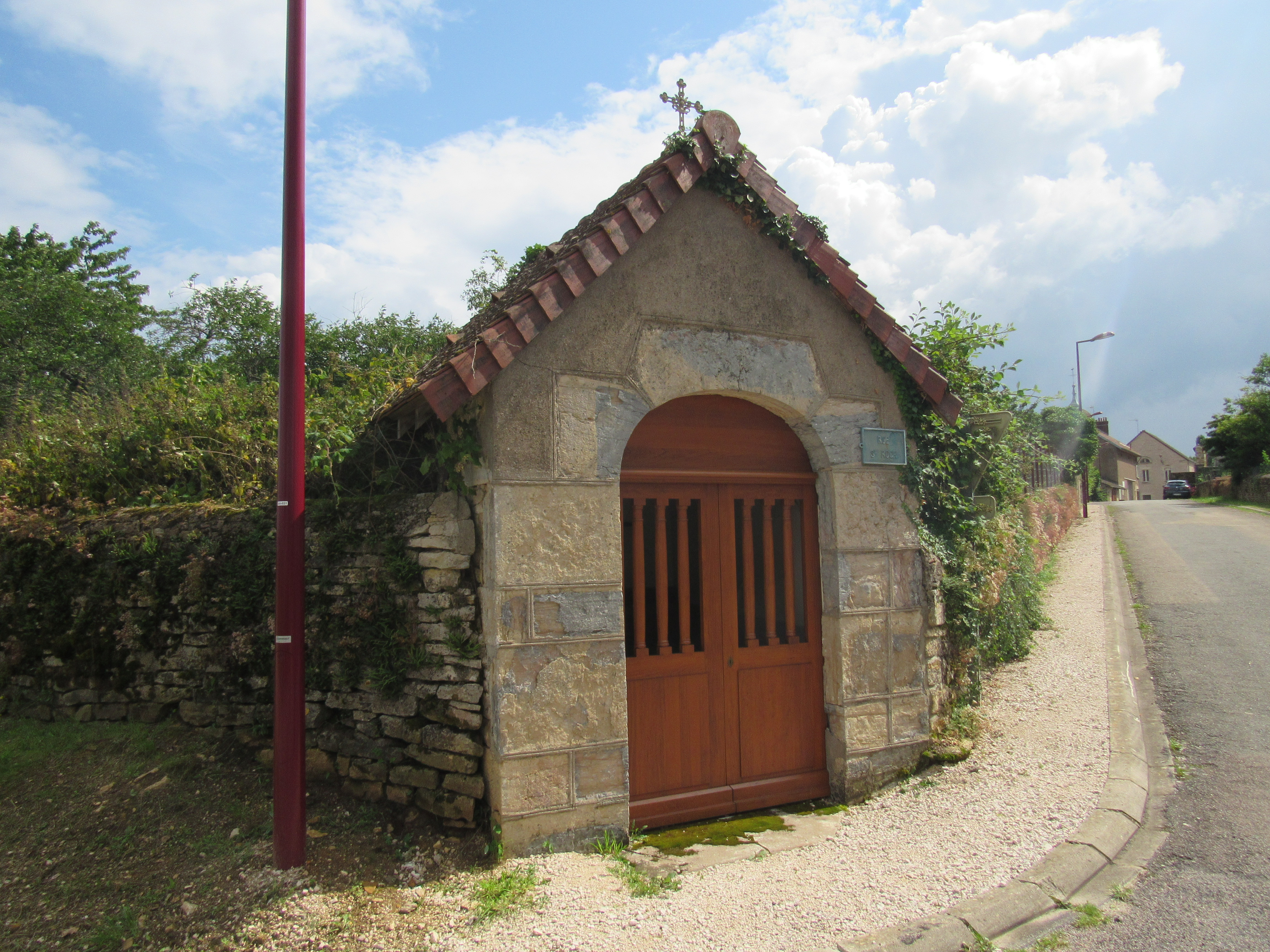
Chapelle Saint-Roch.
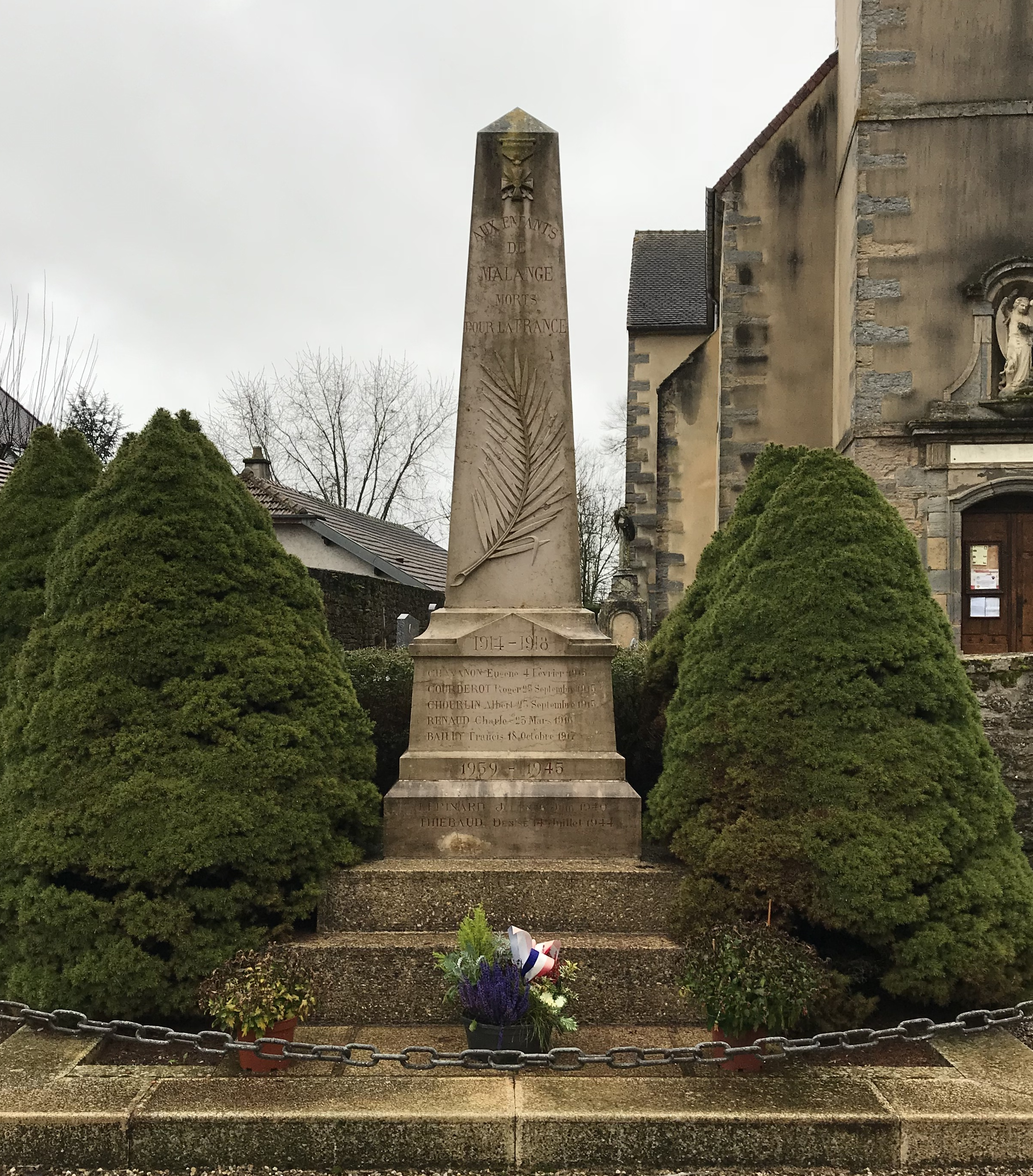
Monument aux morts